# Valentina Kuindži
Valentina Efimovna Kuindži (in russo Валентина Ефимовна Куинджи?; San Pietroburgo, 24 agosto 1893 – Leningrado, 6 giugno 1969) è stata un'attrice sovietica.

## Filmografia parziale

### Attrice
- Aėlita (Аэлита), regia di Jakov Aleksandrovič Protazanov (1924)
- La solista di Sua Maestà (Солистка его величества), regia di Michail Evgen'evič Verner (1927)
- Vysokaja nagrada (Высокая награда), regia di  Evgenij Michajlovič Šnejder (1939)
- Miklucho-Maklaj (Миклухо-Маклай), regia di Aleksandr Efimovič Razumnyj (1947)
- V dni Oktjabrja (В дни Октября), regia di Sergej Dmitrievič Vasil'ev (1958)